# モーリス・ドニ美術館
モーリス・ドニ美術館（モーリス・ドニびじゅつかん、仏: Musée départemental Maurice Denis "The Priory"）（「小修道院」とも呼ばれる） は、イル・ド・フランス地域圏イヴリーヌ県（パリの西部）の、サン＝ジェルマン＝アン＝レーにあるナビ派の美術館である。

## 沿革・概要
- 1914年 - モーリス・ドニがこの館を手に入れ、ここを「ル・プリウレ（小修道院）」と呼び、パリのシャンゼリゼ劇場の設計で知られる建築家オーギュスト・ペレに建物の修復を依頼した。
- 1976年 - 小修道院とモーリス・ドニの家族のコレクションが寄付されて、1980年から一般に公開された。

美術館はフランスのナビ派の画家モーリス・ドニにちなんで命名され、モーリス・ドニやその他のナビ派のメンバーの作品を展示している。

## 主なコレクション

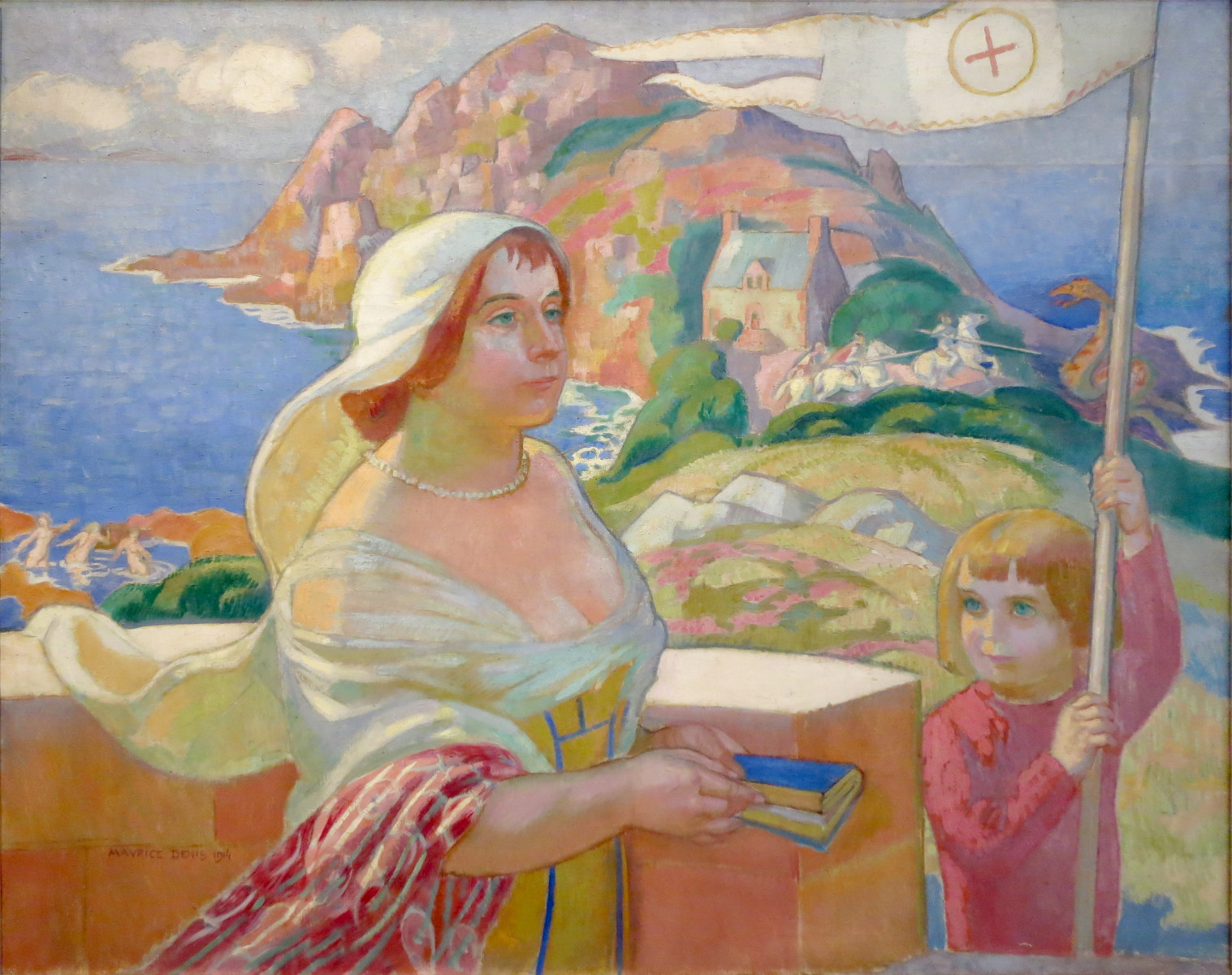
モーリス・ドニ 1914年

モーリス・ドニ、ポール・ゴーギャン、ポール・セリュジエ、エミール・ベルナール、ジョルジュ・ラコンブ、ポール・ランソン、オディロン・ルドン、ピエール・ボナール、ルイ・アンクタン、エドゥアール・ヴュイヤール、フェリックス・ヴァロットン、テオ・ファン・レイセルベルヘ
- 『ル・プリウレ前での自画像』モーリス・ドニ
- 『タリスマン』セリュジエ
- 『ルイーズ　ブルターニュの女中』セリュジエ
- 『シャンゼリゼのロータリー』ルイ・アンクタン
- 『クリシー河畔　雪降るアニエールの散歩』エミール・ベルナール

## アクセス
- パリ中心部から車もしくはRER（高速郊外鉄道）でおよそ30分